# Samsung Gear VR

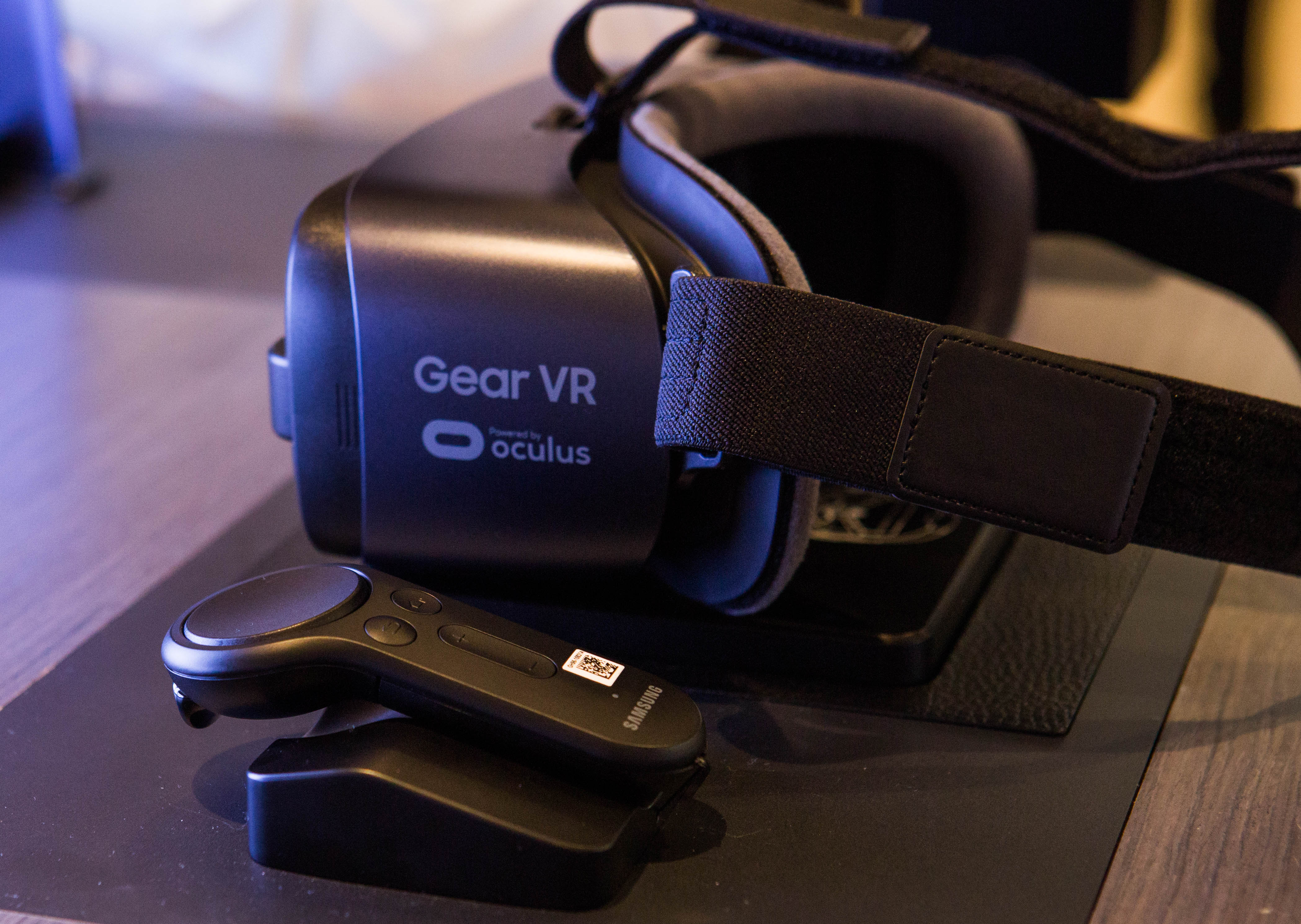
Samsung Gear VR Modelo 2017 con controlador de mano

Samsung Gear VR fue un casco de realidad virtual desarrollado por Samsung Electronics en colaboración con Oculus VR.
Su primera versión comercial salió al mercado en noviembre de 2015. Posteriormente salieron nuevas versiones en agosto de 2016 y marzo de 2017, y fue descontinuado en agosto de 2017.
La unidad funciona introduciendo en su interior ciertos modelos de teléfono de Samsung de gama alta, como el Galaxy S6, S7, S8, S9, S10 y algunos modelos del Galaxy Note.
Se puede usar con o sin controlador de mano. El controlador de mano requiere constantes calibraciones en caliente (mientras se usa pulsado el boton de recalibrado), lo cual se puede considerar un fallo importante del dispositivo.

## Enlaces externos

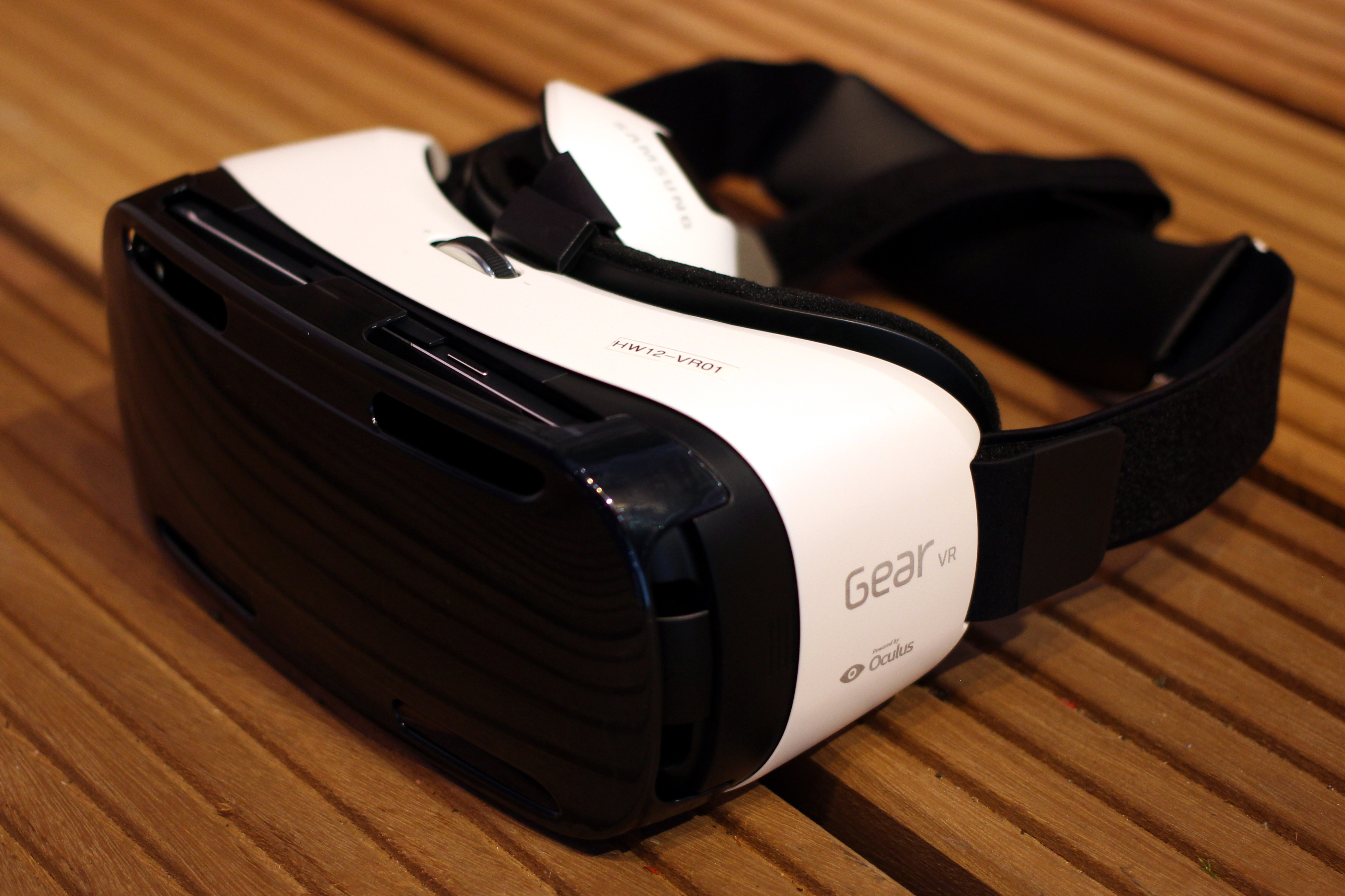
Samsung Gear VR primer modelo